# Hussite

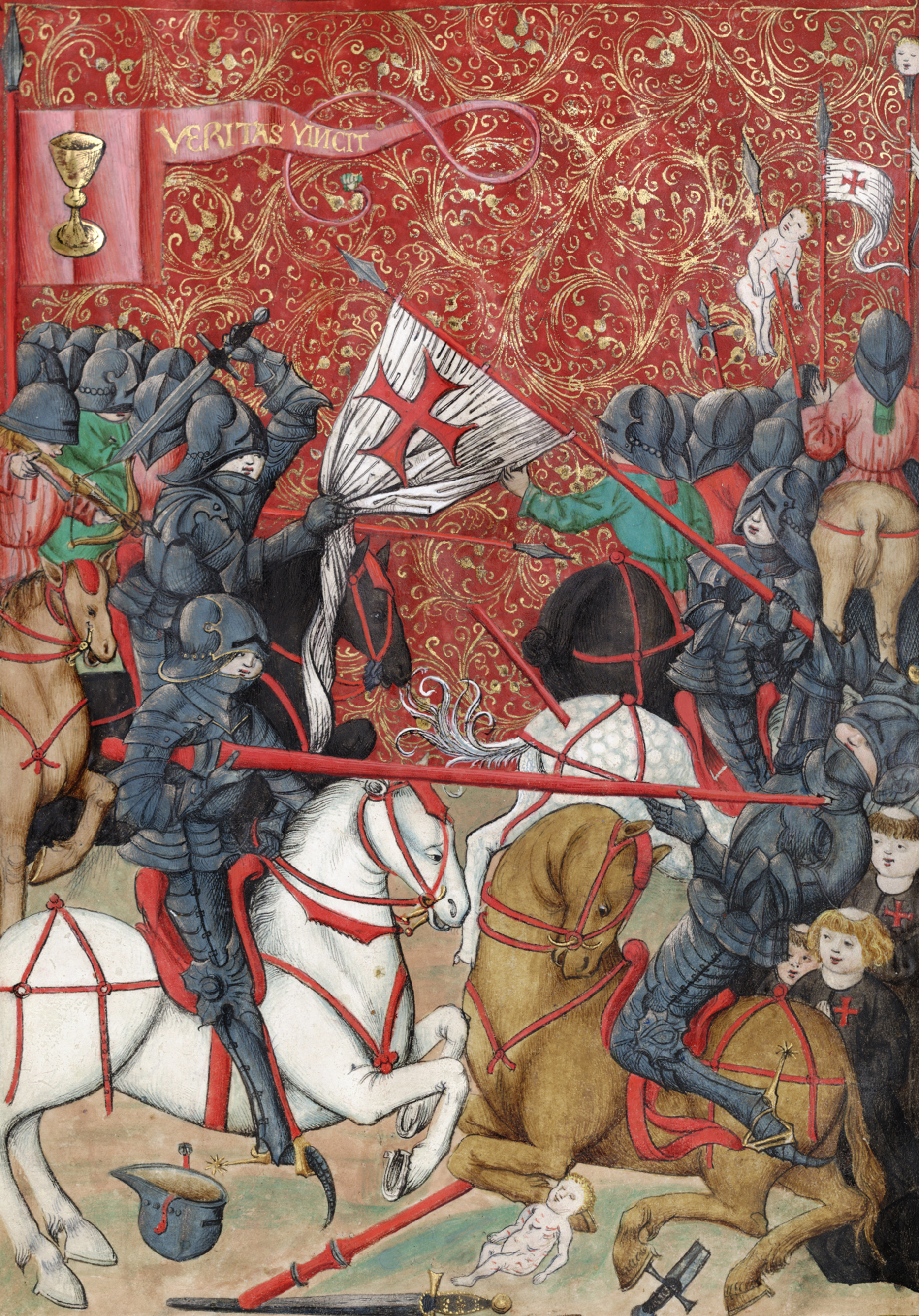
Trận chiến giữa Hussite và chiến sĩ thập tự chinh; Jena Codex, thế kỷ 15

Phái Hus (Czech: Husité hoặc Kališníci; "dân Chén Lễ") là một phong trào Kitô giáo ở Vương quốc Bohemia theo những lời dạy của nhà cải cách Séc Jan Hus, (1369-1415) là người tiêu biểu nhất của phong trào kháng cách Bohemia và là một trong những nhà tiền bối của phong trào Cải cách Tin Lành. Phong trào chủ yếu về tôn giáo này đã được thúc đẩy bởi các vấn đề xã hội và tăng cường nhận thức quốc gia người Séc.
Sau khi công đồng Constance nhử Jan Hus với một lá thư bảo đảm thông hành an toàn, sau đó kết tội ông tội dị giáo và hỏa thiêu sống ông ta vào ngày 6 Tháng Bảy năm 1415 , các nhà Hussite khởi động cuộc chiến tranh Hussite (1420-1434) cho mục tiêu tôn giáo và chính trị của họ.